# The Final Countdown (singolo)
The Final Countdown è un singolo del gruppo musicale svedese Europe, pubblicato il 10 febbraio 1986 come primo estratto dall'album omonimo.
Scritto interamente dal cantante Joey Tempest, il brano ha raggiunto il primo posto in 25 paesi, incluso il Regno Unito, in cui è stato certificato disco di platino per le vendite. Negli Stati Uniti d'America il singolo si è piazzato all'ottavo posto della Billboard Hot 100 e alla diciottesima posizione della Mainstream Rock Airplay. In Italia è rimasto per nove settimane consecutive al primo posto in classifica, risultando essere il secondo singolo più venduto dell'anno 1987.

## Descrizione
La canzone è stata strutturata su un riff di tastiera che Joey Tempest aveva scritto già tra il 1981 e il 1982, usando un sintetizzatore Korg Polysix datogli in prestito dal tastierista Mic Michaeli. «Il bassista John Levén suggerì il tempo ritmico galoppante a Tempest che registrò una versione demo della canzone e la fece ascoltare agli altri membri del gruppo. In un primo momento, i suoi compagni espressero reazioni contrastanti al riguardo. Il chitarrista John Norum ha affermato in un'intervista nel 2005:
Joey Tempest ha aggiunto nella stessa intervista:
Il testo della canzone venne ispirato da quello di Space Oddity di David Bowie. Il suono del riff di tastiera presente nella canzone è stato ottenuto utilizzando una unità rack di una Yamaha TX-816 e un sintetizzatore Roland JX-8P. «Feci un suono di ottoni dalla JX-8P e usai un suono tipico dalla Yamaha, e semplicemente li combinai assieme», ha affermato Mic Michaeli.
Quando fu il momento di scegliere il primo singolo estratto dall'album The Final Countdown, Tempest suggerì la canzone The Final Countdown. In origine la band non aveva mai pianificato di pubblicare il pezzo come singolo, e alcuni membri volevano che Rock the Night fosse il primo singolo. The Final Countdown venne scritta per essere la canzone di apertura nei concerti, e nessuno pensò mai sarebbe diventato un successo. Ma quando la loro etichetta discografica Epic Records insinuò che doveva essere il primo singolo, il gruppo decise di pubblicarlo.

## Pubblicazione e riscontro
Pubblicato nei primi mesi del 1986, il singolo è diventato il brano di maggior successo dell'album The Final Countdown e dell'intera discografia degli Europe. Entrò nella top 10 della classifica statunitense Billboard Hot 100, all'ottavo posto. La settimana successiva debuttò nella Mainstream Rock Songs, dove raggiunse la diciottesima posizione e rimase in classifica per venti settimane.
In Canada il singolo ha raggiunto la top 10 delle classifiche, posizionandosi al quinto posto e diventando il più alto posizionamento della band in questo paese. Il brano è arrivato a spendere due settimane in vetta alla Official Singles Chart nel mese di dicembre, ed è stato l'unico singolo dell'album ad aver raggiunto la top 10 nel Regno Unito. The Final Countdown è arrivato al primo posto in 25 paesi, inclusi Francia, Germania, Irlanda, Svezia e Italia.

## Video musicale
Il videoclip, diretto da Nick Morris, contiene estratti di due esibizioni tenute dalla band all'arena Solnahallen di Solna, Svezia, il 26 e il 27 maggio 1986, così come alcune immagini extra filmate durante i soundcheck di questi concerti.

## Esibizioni dal vivo
La canzone è stata regolarmente eseguita in ogni concerto degli Europe sin dal suo debutto dal vivo nella prima data del Final Countdown Tour nell'aprile 1986. Una delle più memorabili performance del pezzo è avvenuta a Stoccolma il 31 dicembre 1999, come parte delle celebrazioni di fine millennio, segnando la prima, e finora unica, esibizione degli Europe con sia il chitarrista originale del gruppo John Norum che il suo sostituto Kee Marcello.

## Cover
La canzone è stata reinterpretata da vari artisti, tra cui Affiance, After Forever, Brigantony (in siciliano, versione umoristica), Crazy Frog, Dannii Minogue, Dispatched, Freezepop, Furillo, Gennaro Cosmo Parlato, Geoff Downes, Natale Galletta (in italiano), Grimethorpe Colliery Band, Immolation, Leif Garrett, London Symphony Orchestra, Melo-M, Norther, Gigi D'Agostino, Stone, The Delegates, The Protomen, Toy Dolls, van Canto, 
Vision Divine. 
Il gruppo musicale industrial sloveno Laibach ha rielaborato la canzone per il suo album NATO del 1994, registrandone inoltre un relativo video musicale.
La versione di un gruppo chiamata Deep Sunshine è divenuta particolarmente celebre sul web. L'esibizione è stata registrata e in seguito resa una variazione di un Rickroll su Fark.com, ricevendo più di 1 milione di visualizzazioni su YouTube. Il video è stato appellato come la "peggiore cover di sempre", e il suo successo deriva proprio dalla sua completa mancanza di valore artistico tecnico.

## Tracce
1. The Final Countdown – 5:11 (Joey Tempest)
2. On Broken Wings – 3:44 (Joey Tempest)

### Lato B
Il lato B del singolo è On Broken Wings, brano escluso dalla versione originale dell'album The Final Countdown.

## Formazione
- Joey Tempest – voce
- John Norum – chitarra
- John Levén – basso
- Mic Michaeli – tastiera
- Ian Haugland – batteria

## Classifiche

### Classifiche settimanali
| Classifica (1986/87)          | Posizione massima |
| ----------------------------- | ----------------- |
| Australia                     | 2                 |
| Austria                       | 1                 |
| Belgio (Fiandre)              | 1                 |
| Canada                        | 5                 |
| Europa                        | 1                 |
| Finlandia                     | 1                 |
| Francia                       | 1                 |
| Germania                      | 1                 |
| Irlanda                       | 1                 |
| Italia                        | 1                 |
| Norvegia                      | 4                 |
| Nuova Zelanda                 | 12                |
| Paesi Bassi                   | 1                 |
| Regno Unito                   | 1                 |
| Spagna                        | 1                 |
| Stati Uniti                   | 8                 |
| Stati Uniti (mainstream rock) | 18                |
| Sudafrica                     | 1                 |
| Svezia                        | 1                 |
| Svizzera                      | 1                 |

### Classifiche di fine anno
| Classifica (1986) | Posizione |
| ----------------- | --------- |
| Austria           | 28        |
| Belgio (Fiandre)  | 4         |
| Francia           | 3         |
| Germania          | 9         |
| Paesi Bassi       | 1         |
| Svizzera          | 13        |
| Classifica (1987) | Posizione |
| Australia         | 10        |
| Austria           | 18        |
| Canada            | 46        |
| Italia            | 2         |
| Spagna            | 3         |
| Sudafrica         | 7         |

## Accoglienza
La canzone si è classificata ventisettesima nella lista delle 50 peggiori canzoni mai fatte pubblicata dalla rivista Blender.

## The Final Countdown 2000
Nel dicembre 1999 per festeggiare l'arrivo del nuovo millennio è stato pubblicato un remix in stile dance del brano intitolato The Final Countdown 2000.
Il remix è stato prodotto da Brian Rawling, che aveva precedentemente ottenuto successo con Believe di Cher. Per l'occasione, venne aggiornata la raccolta 1982-1992 con il nuovo titolo 1982-2000 e l'aggiunta di The Final Countdown 2000 nella tracklist. La band reagì al remix in maniera molto negativa. «Quel remix è stato un disastro», ha affermato Ian Haugland, «Se andasse in fiamme mi rifiuterei di spargergli l'acqua sopra!»

### Tracce
1. The Final Countdown 2000 – 3:47
2. The Final Countdown (versione radio) – 4:03

### Classifiche
| Classifica (1999/2000) | Posizione massima |
| ---------------------- | ----------------- |
| Australia              | 33                |
| Finlandia              | 12                |
| Germania               | 35                |
| Norvegia               | 12                |
| Paesi Bassi            | 60                |
| Regno Unito            | 36                |
| Spagna                 | 7                 |
| Svezia                 | 6                 |
| Svizzera               | 33                |